# Microsoft Ads
Microsoft Ads, tot 30 april 2019 Bing Ads geheten, is het online-advertentieplatform van Microsoft. Met Microsoft Ads kunnen bedrijven adverteren in zoekmachines zoals Bing, Ecosia, DuckDuckGo en Yahoo. Naast het adverteren binnen zoekmachines, biedt Microsoft Ads mogelijkheden voor adverteren op onder andere MSN en Outlook - zowel met tekst- als banieradvertenties. Microsoft Ads is qua werking vergelijkbaar met Google Ads en gebruikt net als Google Ads het pay-per-clicksysteem (PPC).
In 2021 behaalde Microsoft Ads een jaaromzet van $10 miljard.

## Geschiedenis
Tot 2006 werden advertenties op MSN Zoeken getoond door Yahoo!. In 2006 startte Microsoft haar eerste advertentieprogramma, genaamd MSN adCenter. De advertenties uit die programma werden, samen met de advertenties van Yahoo!, getoond op MSN Zoeken. Midden 2006 verdwenen de advertenties van Yahoo!, nadat het contract met Yahoo! afliep. Tussen 2006 en 2010 deed Microsoft meerdere overnames om MSN adCenter uit te breiden. Onder andere ScreenTonic, AdECN en YaData werden overgenomen en in adCenter geïntegreerd.
In 2012 vond er een rebranding plaats en werd adCenter omgedoopt naar Bing Ads. In april 2019 werd Bing Ads vervolgens hernoemd naar Microsoft Ads.
In 2023 werd ChatGPT geïntegreerd in de Bing-zoekmachine.

## Werking
Net als in Google Ads kan men in Microsoft Ads aangeven welk bedrag men maximaal wil betalen per klik voor een bepaalde zoekterm. Daarnaast is de click through rate (CTR) voor Microsoft Ads belangrijk voor het bepalen hoe vaak de advertentie wordt getoond.